# Cornutia
Cornutia är ett släkte av kransblommiga växter. Cornutia ingår i familjen kransblommiga.
Kladogram enligt Catalogue of Life:
| Cornutia | \| \| Cornutia obovata \| \| \| \| \| \| Cornutia pyramidata \| \| \| \| |
|          | \| \| Cornutia obovata \| \| \| \| \| \| Cornutia pyramidata \| \| \| \| |
|          | Cornutia obovata                                                         |
|          |                                                                          |
|          | Cornutia pyramidata                                                      |
|          |                                                                          |

## Bildgalleri

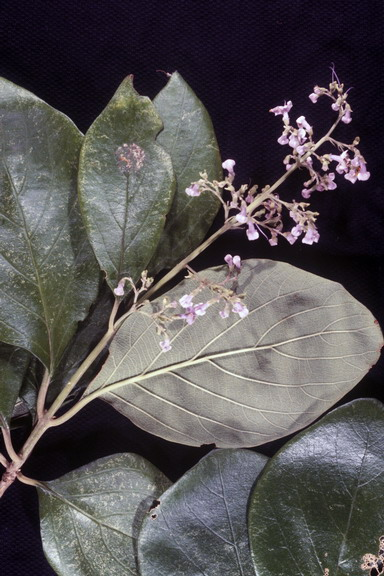